# هیدناقارچان
هیدناقارچان (نام علمی: Hydnaceae) نام یک تیره از راسته قارچ‌های کانثارلال است.